# Camigliano
Camigliano ist eine italienische Gemeinde (comune) in der Provinz Caserta in Kampanien. Die Gemeinde liegt etwa 20 Kilometer nordwestlich von Caserta in den Monti Trebulani.

## Trivia
Im Ortsteil Leporano befindet sich ein Marienheiligtum.